# Покрован
Покрован е село в Южна България. То се намира в община Ивайловград, област Хасково.

## География
Село Покрован се намира в планински район.

## История
2.	В своята книга
За да се запознаем с историята на тези будни хора, както и причините, отвели ги в лоното на Католическата църква, трябва да проследим историческите събития, довели до възникването и развитието на униатското движение в България през средата на ХІХ век.
В пределите на Османската империя църковната зависимост на българите била под опеката на гръцката духовна власт. При тези условия група възрожденски дейци, начело с Драган Цанков, стигнали до идеята за църковна независимост и отделяне от юрисдикцията на Цариградската патриаршия, а към онзи момент единствената възможност за това била уния с Рим.
е документирал избиването от Османската армия на 45 българи от село Покриван

## Религии
Освен службите в католическата църква „Успение Богороднично”, в Покрован почти няма обществен живот. Затова от тринадесет години там работи Дневен център за възрастни хора „Свети Василий”, поддържан от „Каритас София”. Наскоро той беше изцяло обновен и обзаведен. В Центъра работят един готвач и двама асистенти, които ежедневно приготвят храна за местните възрастни жители, като на трудно подвижните възрастни хора доставят храната директно в техните домове. Центърът предлага занимания за покрованци – гледане на телевизия, игри и различни активности, баня и уютна камина. Оказва се, че той е една от малките радости в живота на хората там.

## Редовни събития
Традиционен събор на селото е на Голяма Богородица 15 август.

## Личности
Родени в Покрован
- Ангел Колев Кастрев, македоно-одрински опълченец, 28-годишен, кюмюрджия, служил в IV рота на XI Сярска дружина от 20 октомври 1912 до 10 август 1913 г., носител на кръст „За храброст“ IV степен [2]
- Георги Димов (1918 – 1994), български филолог

## Други
Селото е едно от малкото в този район с изцяло българско население. Тихо, живописно, с красива природа и гостоприемни жители. Има възможност за лов и риболов. Районът е с неразвита инфраструктура.